# Jimmy McShane
James Harry McShane, detto Jimmy (Derry, 23 maggio 1957 – Derry, 29 marzo 1995), è stato un cantautore e ballerino britannico.

## Biografia
Nato nel 1957 a Derry, nell'Irlanda del Nord, McShane debuttò esibendosi per i locali dell'hinterland natale. Si presentò a svariate audizioni, che tuttavia non andarono a buon fine e lo convinsero a ripiegare su un lavoro come paramedico per la Croce Rossa irlandese.
L'incontro con l'autrice Naimy Hackett e il compositore e produttore Maurizio Bassi si rivelò decisivo per la sua carriera; McShane si fece infatti conoscere al pubblico con i Baltimora e il brano Tarzan Boy, che nel 1985 diventò l'hit della stagione conquistando le vette delle classifiche europee, soprattutto italiane e inglesi. Nel corso della sua carriera, partecipò ai più importanti festival musicali e il successo ci fu anche negli Stati Uniti, dove Tarzan Boy scalò le classifiche grazie all'inclusione in uno spot pubblicitario e in seguito nel film Teenage Mutant Ninja Turtles III. Tarzan Boy fu l'unica hit di successo, per cui nel corso degli anni Jimmy McShane scomparve dalla scena internazionale.
Nel 1994 si stabilì a Milano dove, poco dopo, gli fu diagnosticata l'AIDS ormai in fase avanzata. Tornò quindi in Irlanda, dove passò l'ultimo anno della sua vita: morì infatti a Derry il 29 marzo 1995 all'età di 37 anni. Un portavoce della famiglia rilasciò una dichiarazione dopo la sua morte: «Ha affrontato la malattia con coraggio ed è morto con grande dignità».

## Omaggi
- Nel centro di Derry gli è stata dedicata una targa commemorativa.

## Discografia

### Album in studio
- 1985 - Living in the Background
- 1987 - Survivor in Love

### Album di remix
- 1986 - World Re-Mix

### Raccolte
- 2010 - Tarzan Boy: The World of Baltimora

### Singoli
- 1985 - Tarzan Boy (ITA #5 - UK #3)
- 1985 - Woody Boogie (ITA #20)
- 1985 - Living In The Background
- 1986 - Juke Box Boy (ITA #10)
- 1987 - Key Key Karimba (ITA #37)
- 1987 - Global Love (con Linda Wesley)
- 1988 - Call Me In The Heart Of The Night
- 1993 - Tarzan Boy (1993 Remix)